# Кугельбліц
Кугельбліц (від нім. Kugelblitz — «кульова блискавка») — поняття теоретичної фізики, що позначає настільки високу концентрацію світла, що вона формує горизонт подій: згідно із загальною теорією відносності, якщо достатню кількість випромінювання сконцентровано в одній точці, концентрація енергії може призвести до викривлення простору-часу, достатнього для того, щоб стати чорною дірою (навіть якщо початкова маса-енергія об'єкта мала вигляд променистої енергії, а не речовини). Іншими словами, кугельбліц — це чорна діра, утворена з енергії, а не з маси. Відповідно до загальної теорії відносності Ейнштейна, коли горизонт подій сформовано, тип маси-енергії, який створив його, вже не має значення. Температура кугельбліца, згідно з розрахунками, має перевищувати температуру Планка — температуру Всесвіту через 5.4×10−44 секунд після Великого Вибуху.
Ймовірно, найвідоміше посилання на концепцію кугельбліца в англомовній літературі міститься в праці Джона Вілера 1955 року «Геони», в якій він, зокрема, досліджував спрощену модель частинки як викривлення простору-часу. Праця Вілера також містить ідею, що лінії електричного заряду в пастці біля кротовин можна використати для моделювання властивостей пар заряджених частинок.

## У культурі
«Кугельбліц» є важливим елементом сюжету в науково-фантастичному романі Фредерика Пола «Побачення з хічі».